# Шадринск

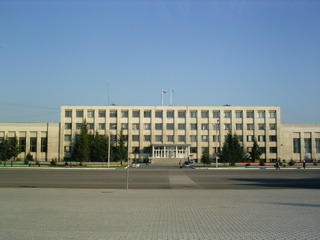
Здание городской администрации, ул. Свердлова

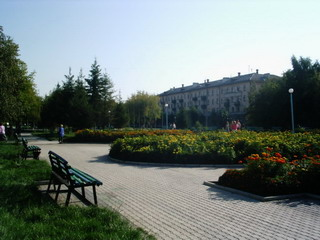
Сквер «Победы», ул. Комсомольская

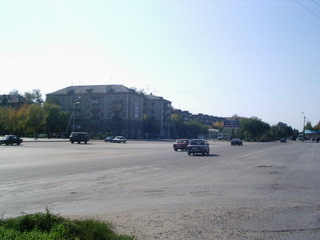
ул. Свердлова — центральная улица города

Шадринский легкоатлетический манеж

Шадринский драматический театр

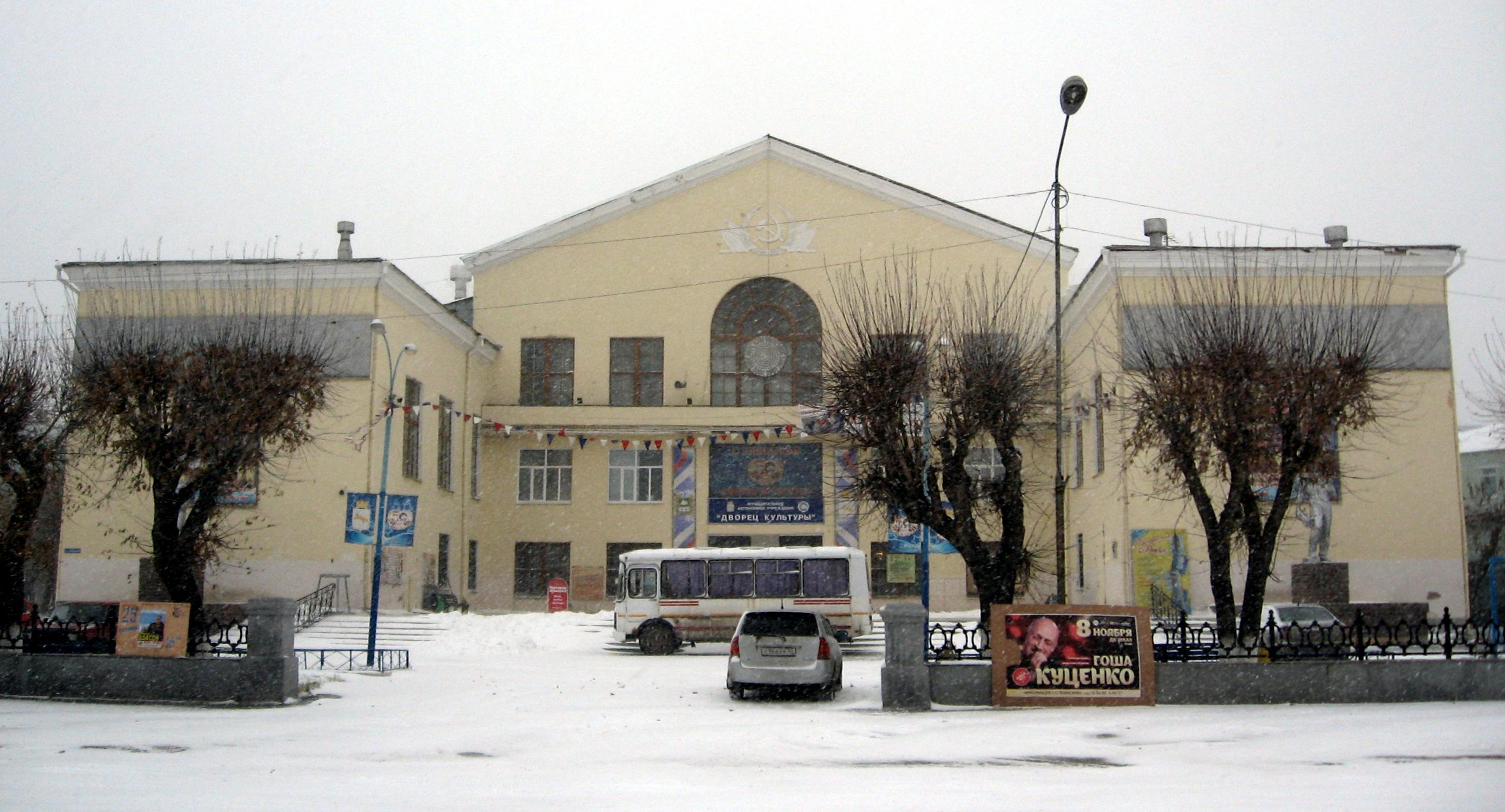
Дворец культуры, ул. Ленина, 95

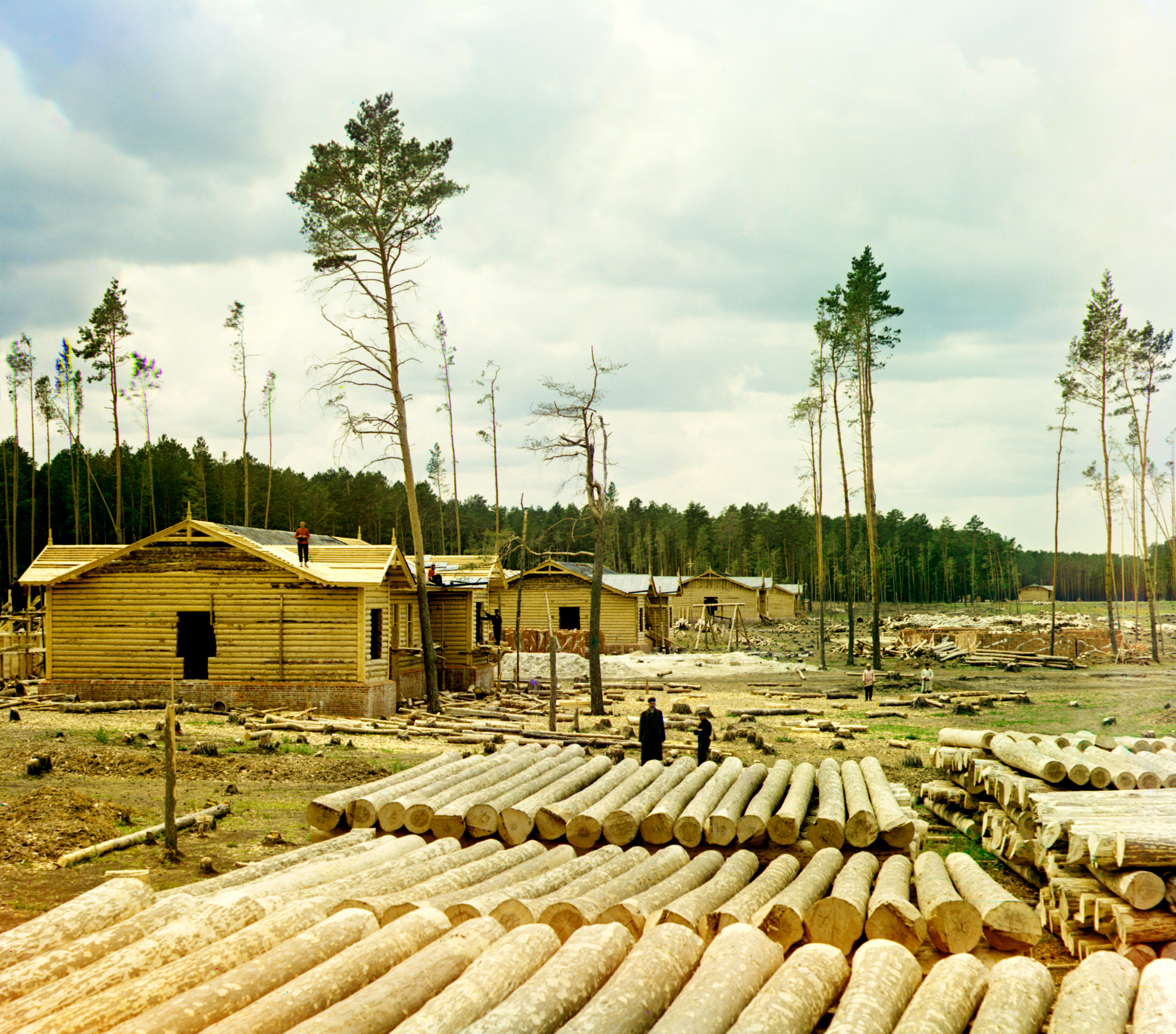
Строительство железной дороги Шадринск-Синара около города Шадринск. 1912 год. Фото: С. М. Прокудин-Горский

Ша́дринск — город (с 1712) в Курганской области России, население города 68 609 (2021), второй в области по численности населения. Расположен на Западно-Сибирской равнине, на реке Исеть (приток Тобола).
Административный центр Шадринского района (в состав которого не входит); имеет статус города областного подчинения, в границах которого образовано муниципальное образование — город Шадринск в статусе городского округа как единственный населённый пункт в его составе.

## Этимология
Упоминается в документе 1622 года как Шадринская Заимка, где «заимка» — место, занятое под хозяйство, а определение от некалендарного личного имени Шадра или от отчества Шадрин, позже — Шадринская слобода; с 1712 года, после возведения храма во имя Архангела Михаила — Архангельский Шадринский городок или Малоархангельск. С 1781 года — уездный город Шадринск.

## История
Шадринск был основан в XVII веке, когда русские землепроходцы приступили к освоению сибирских и дальневосточных земель. Под прикрытием стен Шадринского острога шло заселение берегов Исети крестьянами из северных и центральных губерний России.
Основатель слободы — Юрий Никифорович Малечкин, по прозвищу Юшко Соловей. Он обратился в Тобольск с челобитной, в которой просил разрешения у воеводы строить острог и слободу на Шадриной заимке (1644). В Наказной памяти на заведение Шадринской слободы Юшке Соловью было разрешено «лета 7171 сентября в 15 день (15 (25) сентября 1662 года)» начать строительство.
К 1686 году Шадринская слобода стала самой большой слободой Западной Сибири. В слободе имелось 137 дворов пашенных крестьян, проживало 10 беломестных казаков, 41 драгун.
В 1712 году указом тобольского воеводы Шадринская слобода была переименована в Архангельский Шадринский городок, или Малоархангельск, Тобольского уезда Сибирской губернии. В 1733 году пожар дотла выжег Шадринский городок, и его снова стали считать слободой, которая постепенно стала отстраиваться. В 1737 году вновь приобрёл статус города.
13 (24) августа 1737 года была образована Исетская провинция с первоначальной резиденцией провинциальной канцелярии в Шадринске. В 1739 году Исетский казачий полк и администрация Исетской провинции переведены в Чебаркульскую крепость. С 15 (26) марта 1744 года Шадринск в составе Исетской провинции вошёл в состав Оренбургской губернии.
В XVIII веке город ограничивался поперечными улицами — Весёлой (ныне ул. К. Либкнехта) и Церковной (ныне ул. Р. Люксембург), продольными — Набережной (ныне ул. Кондюрина) и Петропавловской (ныне ул. К. Маркса), то есть в длину имел протяжённость порядка 1 км, а в ширину — 200—400 м.
В 1771 году с благословения епископа Тобольского Варлаама был заложен каменный храм во имя Преображения господня. Спасо-Преображенский собор — первая каменная постройка города. Строительством руководил настоятель Свято-Успенского Далматовского монастыря игумен Адам (Аркудинский). Этот храм искусствоведы относят к ярким образцам тобольского барокко.
Во время восстания под предводительством Емельяна Пугачёва Шадринск отказался присоединиться к восставшим. 4 (15) февраля 1774 года отряд генерал-поручика Ивана Александровича Деколонга при 12 пушках ушёл из Челябинска в Шадринск, 8 (19) февраля 1774 года пугачёвский атаман Иван Никифорович Грязнов взял Челябинск. К середине февраля пугачевские войска под командованием атамана Михаила Ражева смогли только окружить Шадринск и организовать его блокаду. 1 (12) марта 1774 года 12-я лёгкая полевая команда под командованием премьер-майора Фадея Тихоновича Жолобова (команда была отозвана с пограничной линии из-под Омска, по штату числилось 450 человек) под Красномыльской слободой атаковали войска Михаила Ражева (1500 человек). Отряд Ражева с большими потерями отступил в Уксянскую слободу. В Шадринске соединились три лёгкие полевые команды генерал-поручика Деколонга и две лёгкие полевые команды премьер-майора Жолобова. 9 (20) марта 1774 года под Уксянской слободой произошёл бой между пугачёвцами (около 7 тысяч) и войсками Деколонга. Пугачёвцы потерпели поражение, потеряв тысячу убитых и всю свою артиллерию. 14 (25) марта 1774 года отряд Деколонга освободил от осады Далматовский Успенский монастырь и продолжил наступление на Челябинск.
27 января (7 февраля)  1781 года, по указу об учреждении Пермского наместничества, Шадринск получил статус уездного города. Герб Шадринска — в серебряном поле бегущая куница — утверждён 17 (28) июля 1783 года.
В «Топографическом описании Пермского наместничества о городе Шадринске» 1789 года говорилось: «Церквей Божиих в городе деревянных во имя Преображения Господня — одна, Николая Чудотворца — одна; казённых домов для судебных мест — 4, а для житья властей — 2, гостиной двор — 1, магазинов — 14, денежная кладовая, пороховой погреб, для больниц дом — один, обывательских домов — 300, фабрик никаких нет, лавок — 110».
24 ноября (5 декабря)  1789 года в торжественной обстановке в Шадринске было открыто Малое народное училище (двухклассное) — первое учебное заведение в городе.
12 (23) декабря 1796 года Шадринский уезд вошёл в Пермскую губернию.
В 1842—1843 годах Шадринск явился центром, откуда шло подавление крестьянского восстания, известного у историков под именем «картофельного бунта». Бунт возник на почве ложных слухов, будто государственных крестьян здесь казна продала барину Кульнёву и другим помещикам и охватил 7 волостей Шадринского уезда. Волнения начались Батуринской волости, а в начале апреля 1843 года к ним присоединились жители Белоярской, Окуневской, Бакланской, Каргапольской и Усть-Миасской волостей. 24 мая (5 июня)  1843 года император Николай I приказал генерал-губернатору Западной Сибири генерал-лейтенанту Пётру Дмитриевичу Горчакову ввести войска. По окончании следствия в Шадринском уезде были названы 165 зачинщиков, среди которых были не только крестьяне, но и 10 нижних чинов, в том числе отставной коллежский секретарь, отставной унтер-офицер. В Шадринске на площади зачинщиков гоняли через строй 7 раз, избивая их палками.
В Шадринске ежегодно проходили Петровская, Михайловская и Афанасьевская ярмарки. Торговали хлебом, крупой, мясом, маслом, салом, холстом. На эти ярмарки купцы с Урала, Нижнего Новгорода, Бухары везли ткани, ковры, изделия из металла. В селе Крестовском (близ Шадринска) проходила известная на всю Россию Крестовско-Ивановская ярмарка, занимающая в свое время третье места в России по товарообороту после Нижегородской и Ирбитской. Во второй половине XVIII века в Шадринске работало около полутора тысяч кустарей. Для переработки местного сырья строились салотопни, мыловарни, пимокатни, синильни, кирпичные заводы.
С 1822 по 1840 год работал фарфоровый завод купца Фёдора Игнатьевича Фетисова с братьями, где трудилось 107 вольнонаемных человек. Это было первое такого рода предприятие на Урале и в Сибири. В 1865 году крупный купец Альфонс Фомич Поклевский-Козелл стал владельцем винокуренного завода в Шадринске. К 1890 году в городе было 27 промышленных предприятий.
В 1870 году в городе было введено местное самоуправление: появились представительная власть — Дума и исполнительный орган — Управа под предводительством городского головы.
В 1870-е годы в Шадринске имелись две больницы, аптека. Знаменательным событием в культурной жизни города явилось открытие земской библиотеки в 1876 году.
В 1880-е годы в Спасо-Преображенском соборе города Шадринска служил выдающийся математик Иван Михеевич Первушин, открывший наибольшее (для своего времени) в мире простое число (так называемое «первушинское число»).
В начале XX века появились прядильно-ткацкая фабрика братьев Бутаковых (Дмитрия Ивановича и Ефима Ивановича) и сельскохозяйственная мастерская Молодцова. В 1906 году открылась женская гимназия, в 1907 году — реальное училище, в 1914 году — учительская семинария. В 1910 году был открыт клуб приказчиков, в котором имелся театр и кинематограф.
22 октября (4 ноября)  1910 года в Государственную Думу внесён законопроект «Об утверждении строительной стоимости ж. д. Синарская — Шадринск» и в 1911 году началось строительство полотна дороги. Город Шадринск 25 марта (7 апреля)  1913 года встретил первый паровоз, на котором был инициатор строительства железной дороги Александр Алексеевич Лещёв.
В 1913 году будущий классик отечественного книговедения Николай Васильевич Здобнов организовал в Шадринске выпуск первой в городе газеты «Исеть». К 1917 году Шадринск был уездным городом с 17-тысячным населением. В 1916—1917 году в городе была построена электростанция.
Шадринский Совет рабочих депутатов организовали эсеры в мае 1917 года и распустил старый состав думы во главе с городским головой Василием Яковлевичем Мокеевым. 3 (16) октября 1917 года эсер Николай Васильевич Здобнов избран председателем Шадринской городской думы, а 28 ноября (11 декабря)  1917 года — депутатом Всероссийского учредительного собрания.
13 (26) ноября 1917 года Комитет общественного спасения (председатель комитета — эсер Н. В. Здобнов, глава Шадринской городской думы, заместитель — Андрей Александрович Жданов, председатель Шадринского городского-уездного комитета РСДРП(б)) ликвидировал беспорядки, связанные с разгромом хранилища спирта в Шадринске; в итоге крупнейшие на Урале запасы спирта были спущены в реку Исеть.
В ночь на 25 января (7 февраля)  1918 года отряды красногвардейцев заняли телеграф, телефонную станцию, милицию, вокзал, типографию и другие учреждения. Днем 25 января (7 февраля)  1918 года в зале клуба общества приказчиков (ныне Шадринский драматический театр) открылся уездный съезд Советов крестьянских депутатов. 27 января (9 февраля)  1918 года он слился с открывшимся уездным съездом Советов рабочих и солдатских депутатов. На съезде был избран исполнительный комитет уездного Совета рабочих, солдатских и крестьянских депутатов в составе 15 человек. Председателем Совета избран левый эсер Павел Тимофеевич Чубаров, заместителем — А. А. Жданов. 29 января (11 февраля)  1918 года шадринское уездное земство распущено. 1 марта 1918 года в соответствии с постановлением Шадринского уездного исполкома Советов крестьянских, рабочих и солдатских депутатов был образован Совет Комиссаров, которому вручена власть в городе и уезде. 12 апреля 1918 года Совет рабочих депутатов постановил: Городскую Думу и управу распустить и заменить Советом рабочих депутатов.
19 мая 1918 года Шадринская организация большевиков приняла решение о мобилизации всех коммунистов и введении военного обучения. Открывшийся 28 мая 1918 года уездный съезд Советов объявил военное положение. Принимались меры к ускоренному формированию 4-го Уральского полка (командир полка бывший подпоручик Степан Ильич Воротков, политический комиссар — член уездного исполкома, крестьянин из деревни Анчуговой, коммунист Иван Платонович Вырышев).
26 июня 1918 года белый 2-й Степной Сибирский полк под командованием подполковника Дмитрия Николаевича Панкова, автомобильная часть Степного корпуса (40 автомобилей), Курганский добровольческий отряд под командованием поручика Франтишека Грабчика, 1-я и 3-я роты пешей разведывательной команды 2-го стрелкового имени Иржи из Подебрад полка под командованием поручика Антонина Гасала, 4-я сотня 2-го Сибирского казачьего полка начали наступление из города Кургана на Шадринск. Войска Д. Панкова должны наступать на Шадринск с фронта, а отряд Ф. Грабчика — обойти город с западной стороны и атаковать его с тыла. Фронтальная группа утром 29 июня 1918 года перед деревней Мингали в короткой стычке уничтожила роту интернационалистов 4-го Уральского полка, состоявшую из венгерских добровольцев. Большевистский отряд, расположенный в самой деревне, потерял 48 человек убитыми и бежал в сторону Шадринска. Обходная группа ночью 29 июня вышла на железнодорожную линию Шадринск — Богданович у деревни Воробьевой, к ней присоединилась Шадринская боевая дружина во главе с капитаном Александром Александровичем Куренковым. При дружине находился Комитет народной власти г. Шадринска. Выход белых в тыл противника отрезал красным путь для отступления по железной дороге в сторону станции Богданович. 29 июня 1918 года погиб в бою командир красногвардейского отряда Руф Ильич Развин, его имя присвоено одной из улиц Шадринска. Утром 30 июня белые заняли вокзал, рассеяв в коротком бою прибывший из города советский отряд. Большевики в панике начали покидать город, отступая в сторону Тюмени. В 12 часов дня отряд, боевая дружина и Комитет народной власти вступили в Шадринск. Фронтальная группа вошла в город вечером. 1 июля 1918 года Шадринск был полностью очищен от большевиков, командир 4-го Уральского полка С. И. Воротков попал в плен. После короткого перерыва колонна подполковника Д. Панкова продолжила наступление по железнодорожной линии Шадринск — Богданович. К вечеру 4 июля белогвардейские и чехословацкие войска заняли станцию Лещево-Замараево. В августе 1918 года Иван Дмитриевич Шадр выставил в здании клуба приказчиков (драмтеатра) макет памятника шадринцам, расстрелянным большевиками.
С июля 1918 года по июль 1919 года в городе выходила «Шадринская Народная газета».
15 июля 1919 года Шадринский уезд перечислен в Екатеринбургскую губернию РСФСР.
28 июля 1919 года на территорию современного Шадринского района вступили красные части Сводного кавалерийского отряда Николая Дмитриевича Томина, занявшие д. Дрянново и с. Канаши. Для ликвидации прорыва красных к вечеру 28 июля 1919 года белая 4-я Сибирская дивизия сосредоточилась в Шадринске. С утра 29 июля 1919 года белый 1-й Штурмовой полк капитана Флоринского двинулся на д. Дрянново, где после 3-часового боя красные кавалеристы были опрокинуты и отошли на с. Кривское, белый 13-й Омский Сибирский стрелковый полк после полудня занял с. Красномыльское, остановившись к ночи в занятых без боя деревнях Коврига, Ячменево, Загайнова; белый 16-й Ишимский Сибирский стрелковый полк после короткой перестрелки занял д. Сухринское. 30 июля белый 15-й Курганский Сибирский стрелковый полк без боя занял д. Замараевское и станцию Лещево-Замараево и начал наступление на деревню Нижний Яр, а 16-й Ишимский Сибирский стрелковый полк — на д. Подкорытова. 31 июля красные 2-й и 3-й батальоны 266-го имени И. М. Малышева полка с двумя кавэскадронами стали наступать на правый фланг 1-го Штурмового полка у д. Большой Беркут, а 2-й батальон 259-го Лесновско-Выборгского полка вышел во фланг белым у д. Большой Беркут, заставив белых отойти. Одновременно, 2-й Штурмовой полк под натиском красных отошёл от д. Спицыно и с. Кривское на позицию в 4 километрах севернее д. Дрянново. За ними на д. Дрянново двинулся 1-й батальон 259-го Лесновско-Выборгского полка. В 4 километрах от д. Дрянново два эскадрона белого Уфимского кирасирского полка перешли в контрнаступление, но 1-й батальон 259-го полка сбил белых и наступал дальше. 1 августа захват красными с. Канаши, грозил окружением белым частям в районе г. Далматова, а потому, белый 14-й Иртышский полк получил приказ наступать на с. Канаши по дороге из с. Сухринское. В с. Канаши оборонялись 1-й батальон 259-го и 2-й батальон 260-го полков с 1-м взводом 1-й батареи, выпустившим 18 гранат и 9 шрапнелей, но под напором белых стали отходить в д. Дрянново. 3 августа, по правому берегу реки Исеть красные 270-й Белорецкий полк и 1-й батальон 268-го Уральского полка прошли без боя д. Загайново и остановились на ночлег в д. Ячменево. 3-й батальон 268-го Уральского полка — д. Коротково, 4-й батальон — с. Крутиха, 2-й батальон и Оренбургская сотня — д. Нижний Яр.
4 августа 1919 года красные начали наступать на Шадринск. Со стороны Сухринской, Городища и железнодорожной станции в город вступили 265-й Уральский и 266-й имени И. М. Малышева стрелковые полки и 55-й Нарвский полк Красных гусар 2-й бригады 30-й стрелковой дивизии 5-й армии Восточного фронта. Со стороны Ключей по Ганинскому тракту Шадринск атаковал 1-й батальон 255-го Уральского полка 1-й бригады 29-й стрелковой дивизии 5-й армии (командир полка М. С. Шумилов) и эскадрон Василия Шишкина. Город был взят сосредоточенным ударом частей. Войска белой 4-й Сибирской стрелковой дивизии 3-го Степного Сибирского армейского корпуса 2-й армии отошли за Исеть: 15-й Курганский Сибирский стрелковый полк — в деревни Бакальское, Макаровское, 14-й Иртышский Сибирский стрелковый полк — в д. Шахматово, 16-й Ишимский полк — в д. Мельниково, 13-й Омский Сибирский стрелковый полк — в д. Мироново. Отход прикрывали две сотни 17-го Оренбургского казачьего полка, учебные батальоны 4-й Сибирской стрелковой дивизии и Штурмовой бригады. В городе было захвачено 279 пленных. 260-й Петроградский полк выступил из д. Кайгородово и начал упорный бой с белыми 1-м Штурмовым полком, батальоном 2-го Штурмового полка и учебным батальоном по тракту на Шадринск. На помощь ему двинулся 1-й батальон 255-го полка с 3-й батареей, но ещё до их подхода, белые под ружейно-пулемётным огнем отошли на деревню Погорелку. 260-й Петроградский полк двинулся за отступившим противником по тракту.
5 августа 1919 года был парад полков 2-й бригады 30-й стрелковой дивизии, который принимал комбриг Н. Д. Томин. 266-й имени И. М. Малышева стрелковый полк занимал северо-восточную часть города, 267-й Горный полк — западную часть, 2-й и 3-й батальоны 265-го Уральского полка — южную часть, 1-й батальон — деревни Погадайское и Максимова. 9 августа 1919 года штаб 30-й дивизии переехал из г. Далматов в г. Шадринск, а его 2-я бригада начала наступление из Шадринска на юг: 265-й Уральский полк — на деревни Бобыльское, Шаробаева, кроме оставленного гарзнизоном в городе 1-го батальона, 266-й им. Малышева полк — на деревни Пашкова, Ельничная, 267-й Горный полк — на деревни Симакова, Шишеница, 2-й артиллерийский дивизион — на деревню Макарово. 10 августа 1919 года были похороны погибших за Советскую власть от рук белогвардейцев, в братской могиле на площади Революции были захоронены 42 гроба жертв колчаковских карателей, казнённых в июле 1919 года.
С 3 ноября 1923 года город стал центром Шадринского района и Шадринского округа Уральской области. С 18 января 1924 по 15 сентября 1926 года Шадринский район носил название Исетский район. В 1925 году на базе винокуренного завода В. А. Поклевского-Козелл был создан Шадринский ликёро-водочный завод, работавший до 2006 года.
В 1928 году открыт Шадринский педагогический техникум (в 1930 году в нём училась Ксения Александровна Некрасова), в 1932 году — Шадринский финансово-экономический техникум. В 1928 году был построен кинотеатр «Совкино», который в 1932 году был переименован в кинотеатр «Октябрь».
В 1933 году в Шадринске был создан чугунолитейный и механический завод имени Второй пятилетки (во время войны на его базе был создан Шадринский завод полиграфических машин, действовавший более полувека, до начала 1990-х гг.).
С 17 января 1934 года Шадринский район в составе Челябинской области.
В 1935 году открыта Школа медицинских сестёр, ныне Шадринский медицинский колледж. В 1939 году на базе Шадринского педагогического техникума был создан Шадринский учительский институт.
С 8 мая 1941 года имеет статус города областного подчинения.
В конце 1941 — начале 1942 года в городе размещались эвакуированные предприятия:
- Швейная фабрика им. Володарского из города Запорожья, размещена в бывших торговых помещениях рядом со швейной мастерской «Индпошива». Выпускала плащ-палатки, парашюты, гимнастерки, вещмешки, погоны, противогазные сумки, ватники (телогрейки). В 2003 году предприятие-банкрот ликвидировано.
- Завод противопожарного оборудования из города Прилуки и Московский экспериментальный завод продовольственного машиностроения им. М. И. Калинина. Оба завода были размещены на площадях завода им. 2-й Пятилетки. После объединения заводов в 1942 году получили новое название — завод № 815. Выпускал авиационные двигатели, взрыватели, миномёты и мины, позднее снаряды «Катюша». С 1946 года — завод «Полиграфмаш», просуществовавший до 1996 года. Ныне — ООО «Дельта Технология».
- 1-й государственный автомобильный завод имени И. В. Сталина из города Москвы. После размещения завод стал называться Шадринский автоагрегатный завод им. Сталина. Выпускал взрыватели для мин и бронебойные снаряды. Ныне — ОАО «Шадринский автоагрегатный завод».
- Юрюзанский металлозавод из Челябинской области. Завод выпускал конно-подковную продукцию. После размещения завод стал называться Шадринский металлозавод, с 1980 года — Шадринский завод по ремонту тепловозов. В 2004 году предприятие-банкрот ликвидировано.
- Московский радиозавод № 18. Завод разместился в торговых помещениях по ул. Октябрьской. В 1942 году завод был переименован в Государственный союзный завод № 649, с 1966 года — Шадринский телефонный завод. В 2020 году предприятие-банкрот ликвидировано.
- Ленинградская табачная фабрика им. Урицкого из города Ленинграда, Московская табачная фабрика «Ява» и Кременчугская механическая мастерская размещены на площадях Шадринского ликеро-водочного завода. Выпускала различные сорта папирос и водочных изделий. Шадринская государственная табачная фабрика с 1955 года — Шадринский ликеро-водочный завод. В 2007 году предприятие-банкрот ликвидировано.

В конце июня 1941 года в Шадринске началось размещение сразу двух госпиталей № 1726 (в зданиях школы № 9 (ныне здание Шадринского государственного педагогического университета), интернат школы № 9 (здание не сохранилось), Государственный учительский институт (ныне средняя школа № 10)) и № 3108 (на базе Шадринской Советской больницы). В военное время они стали самыми крупными в Зауралье, в них излечивалось одновременно около 1,5 тыс. раненых. В Шадринске в июле 1941 года был организован детский дом № 1 из эвакуированного Дымановского детского дома Витебской области Белорусской ССР. Самыми большими по численности, из размещенных в Шадринске, были Московский деткомбинат (360 детей), Ленинградский детский дом (140 детей), Дымановский детдом (120 детей). Жители Шадринска собрали 977 845 рублей деньгами и 5 287 165 рублей облигациями госзаймов на строительство авиаэскадрильи «Шадринский рабочий», а связисты Шадринской конторы связи и линейнотехнического узла собрали 70 000 рублей на строительство самолёта «Шадринский связист».
С 6 февраля 1943 года Шадринск — в составе Курганской области, выделенной из состава Челябинской области.
В 1943 году Шадринский государственный учительский институт был преобразован в Шадринский государственный педагогический институт.
18 декабря 1959 года в административное подчинение горсовета переданы деревни Осеева, Ершова, Хлызова.
25 января 1960 года в черту города включены населённые пункты, возникшие на территории Шадринского района в связи с расширением городских предприятий: посёлки Шадринского автотракторного завода, аэродрома, кирпичных заводов горпромкомбината и Совнархоза.
В декабре 1973 года был сдан в эксплуатацию Шадринский автобусно-железнодорожный вокзал.
20 октября 1975 года в административное подчинение горсовета переданы деревни Бакалда и Туманова, 24 мая 1991 года они включены в черту города.
В феврале 2016 года Шадринский государственный педагогический институт был преобразован в Шадринский государственный педагогический университет..
В январе 2017 года состоялось открытие Соборной мечети.

### Исторические названия улиц
С приходом к власти большевиков, в Шадринске была переименована большая часть дореволюционных названий улиц.
| Дореволюционные названия | Современные (советские) названия |
| ------------------------ | -------------------------------- |
| Преображенская улица     | Пионерская                       |
| Петропавловская улица    | Карла Маркса                     |
| Николаевская улица       | Ленина                           |
| Соснинская улица         | Октябрьская                      |
| Тюфяевская улица         | Советская                        |
| Московская улица         | Февральская                      |
| Покровская улица         | Пролетарская                     |
| Казанская улица          | Крестьянская                     |
| Фрололаврская улица      | Красноармейская                  |
| Весёлая улица            | Карла Либкнехта                  |
| Ночвинская улица         | Луначарского                     |
| Торговая улица           | Комсомольская                    |
| Церковная улица          | Розы Люксембург                  |
| Мещерская улица          | Володарского                     |
| Рыбная улица             | Степана Разина                   |
| Воскресенская улица      | Урицкого                         |
| Дальняя улица            | Спартака                         |

## Физико-географическая характеристика
Шадринск, как и вся Курганская область, находится в часовой зоне МСК+2. Смещение применяемого времени относительно UTC составляет +5:00.

### Климат
Климат умеренный континентальный.
- Среднегодовая относительная влажность воздуха — 72 %. Среднемесячная влажность — от 57 % в мае до 79 % в ноябре и декабре.
- Среднегодовая скорость ветра — 2,7 м/с. Среднемесячная скорость — от 2,3 м/с в июле и августе до 3,2 м/с в апреле[32].

| Показатель              | Янв.  | Фев.  | Март  | Апр.  | Май  | Июнь | Июль | Авг. | Сен. | Окт.  | Нояб. | Дек.  | Год   |
| ----------------------- | ----- | ----- | ----- | ----- | ---- | ---- | ---- | ---- | ---- | ----- | ----- | ----- | ----- |
| Абсолютный максимум, °C | 5,2   | 5,3   | 15,9  | 30,6  | 36,0 | 38,0 | 40,0 | 37,8 | 33,0 | 25,0  | 12,1  | 7,3   | 40,0  |
| Средняя температура, °C | −14   | −12,9 | −5,4  | 4,7   | 12,4 | 18,1 | 19,5 | 16,8 | 10,6 | 4,1   | −6    | −11,9 | 3,0   |
| Абсолютный минимум, °C  | −46,9 | −47,1 | −41,5 | −26,7 | −8,3 | −3,8 | 2,6  | −0,6 | −7,7 | −25,8 | −38,3 | −46,1 | −47,1 |
| Норма осадков, мм       | 25    | 17    | 17    | 20    | 46   | 67   | 74   | 63   | 54   | 38    | 30    | 26    | 477   |
| Источник: .             |       |       |       |       |      |      |      |      |      |       |       |       |       |

## Территория города
Город включает микрорайоны: Центральный, Северный посёлок, посёлок Хлызово, посёлок Осеево, Новый посёлок, Треугольник депо.
До принятия действующего Генерального плана города Шадринска граница муниципального образования (городского округа) город Шадринск и граница населенного пункта города Шадринска совпадали, в границах муниципального образования существовала только одна категория земель — земли населённых пунктов. В соответствии с п. 5 ст.12 Федерального закона от 24 июня 1998 г. № 89-ФЗ «Об отходах производства и потребления»: «запрещается захоронение отходов в границах населённых пунктов». Поэтому была изменена граница населённого пункта города Шадринска с целью выделения из состава территории города земель промышленности и иного специального назначения площадью 212,76 га, необходимые для эксплуатации и расширения полигона твёрдых бытовых отходов и строительства мусороперерабатывающего завода. Таким образом общая площадь муниципального образования составляет 17 366 га, а площадь собственно населённого пункта Шадринск — 17 153,24 га.

## Население
| 1793    | 1801    | 1807    | 1809    | 1811    | 1815    | 1825    | 1827    | 1828    | 1833    | 1835    | 1838    |
| ------- | ------- | ------- | ------- | ------- | ------- | ------- | ------- | ------- | ------- | ------- | ------- |
| 817     | ↗2027   | ↘2000   | ↗2209   | ↘2205   | ↘1684   | ↗2564   | ↘2410   | ↘2128   | ↘2079   | ↗3221   | ↗3446   |
| 1846    | 1849    | 1852    | 1856    | 1861    | 1864    | 1897    | 1923    | 1926    | 1931    | 1932    | 1939    |
| ↗3483   | ↗3625   | ↗4852   | ↗5574   | ↗5898   | ↗6667   | ↗11 678 | ↗18 600 | ↗19 185 | ↗19 200 | ↗24 100 | ↗31 149 |
| 1943    | 1944    | 1947    | 1948    | 1949    | 1950    | 1951    | 1959    | 1970    | 1973    | 1976    | 1979    |
| ↗45 804 | ↗47 636 | ↗49 651 | ↗52 940 | ↘35 675 | ↗38 480 | ↗39 602 | ↗56 129 | ↗72 619 | ↗77 000 | ↗79 000 | ↗81 511 |
| 1982    | 1986    | 1987    | 1989    | 1996    | 1997    | 1998    | 2000    | 2001    | 2002    | 2003    | 2005    |
| ↗84 000 | ↗86 000 | ↗87 000 | ↘86 713 | ↗88 100 | ↗88 500 | ↘88 100 | ↘87 300 | ↘86 900 | ↘80 865 | ↗80 900 | ↘80 300 |
| 2007    | 2008    | 2009    | 2010    | 2011    | 2012    | 2013    | 2014    | 2015    | 2016    | 2017    | 2018    |
| ↘78 100 | ↘76 600 | ↘75 255 | ↗77 756 | ↘77 672 | ↘77 034 | ↗77 407 | ↘77 215 | ↘77 031 | ↘76 393 | ↘75 623 | ↘75 348 |
| 2019    | 2020    | 2021    |         |         |         |         |         |         |         |         |         |
| ↘74 929 | ↘74 652 | ↘68 609 |         |         |         |         |         |         |         |         |         |

На 1 января 2025 года по численности населения город находился на 240-м месте из 1124 городов Российской Федерации.
В 1949 году население Шадринска уменьшилось ввиду возвращения домой ранее эвакуированных из западнных районов СССР соотечественников.
Резкий рост населения связан с включением в черту города в 1959—1960 годах близлежащих населённых пунктов.

## Экономика
Экономическую ситуацию в городе определяют в основном обрабатывающие производства, их доля в обороте крупных и средних предприятий составляет более 95 %.
В число крупнейших предприятий города входят:
- АО «ЗОК» — изготовитель ограждающих металлических конструкций.
- АО «Шадринский автоагрегатный завод» — предприятие по производству автомобильных радиаторов, радиаторов отопления, гидравлических домкратов, а также охладителей наддувочного воздуха.
- ОАО «Шадринский электродный завод» — предприятие по производству электродов для сварки углеродистых, низколегированных, высоколегированных и теплоустойчивых сталей. В 1992 году в результате приватизации цех обрёл статус Шадринского электродного завода.
- ООО «Шадринский завод металлических конструкций».
- ЗАО «Шадринский завод железобетонных изделий и металлоконструкций».
- ОАО «Шадринский телефонный завод» — предприятие по производству аппаратуры ВЧ-связи.
- ООО «Дельта Технология» — предприятие по производству пресс-форм.
- ООО «Технокерамика» — предприятие по производству пропантов для нефтедобывающей промышленности.
- ООО «Литейщик» — предприятие по производству цветного и чугунного литья.
- ООО «Шадринское тепловозо-вагоноремонтное объединение» — предприятие занимающееся капитально-восстановительным ремонтом железнодорожной техники.
- ООО «Шадринский завод полимерной мешкотары» — предприятие по производству полипропиленовой ткани, полипропиленовых мешков и мягкие контейнеры.
- ЗАО «Шадринская мебельная фабрика» — предприятие по производству корпусной мебели для дома и офиса.
- ООО «Зауральская фабрика текстильной сумки» — предприятие по производству дорожных, спортивных сумок.
- Среди крупнейших предприятий пищевой промышленности: «Шадринский молочно-консервный комбинат» (молочная продукция), ООО «Шадринский пивзавод» (водка и вино), АО «Слакон» (кондитерские изделия)[59] , АО «Шадринский комбинат хлебопродуктов» (крупа и мука) и другие.

Среднемесячная заработная плата одного работника крупных и средних предприятий в январе 2012 года составила 14 843 руб.
В городе действуют филиалы российских банков: «Агропромкредит», «ВУЗ банк», «банк Пойдём», «банк Курган», «Кольцо Урала», «ВТБ 24», «Росгосстрах Банк», «Россельхозбанк», «Сбербанк России», «Уралтрансбанк», «Ханты-Мансийский банк», «Хоум Кредит энд Финанс Банк», «Восточный экспресс банк», «Мособлбанк».
В городе работают операторы сотовой связи стандарта GSM, 3G и 4G: Билайн, МегаФон, МТС, Tele2, Мотив и Yota. Доступ в интернет обеспечивают провайдеры «Курьер Плюс», Ростелеком, «ШАДР.РУ».

## Транспорт
Шадринск — крупный транспортный узел северо-запада области и второй в области после Кургана. Через город проходят две автомобильные дороги федерального значения Р354 и Р330, а также две автомобильные дороги регионального значения Р329 и «Шадринск — Шумиха».
На территории Шадринска находится пассажирская станция Шадринск, при которой работает вокзал. Станция Шадринск входит в состав Курганского отделения Южно-Уральской железной дороги — филиала ОАО «Российские железные дороги». Станция находится на железнодорожной ветке Курган — Каменск-Уральский. На поезде из Шадринска можно добраться до Москвы, Петропавловска, Алма-Аты, Бишкека, Ташкента и других городов. На электропоезде из Шадринска можно добраться до Кургана, Екатеринбурга и Каменск-Уральского. Через Шадринск курсирует фирменный пассажирский поезд «Зауралье» Курган — Москва.
Нынешнее здание железнодорожного вокзала было построено в декабре 1973 года: одно крыло его было собственно железнодорожным, а второе крыло — автобусным вокзалом. Единый автобусно-железнодорожный вокзал функционировал до 2010 года, когда по требованию формального владельца (РЖД) автобусный вокзал был выселен из здания на улицу Орджоникидзе, 13а (территорию, прилегающую к Шадринскому автоагрегатному заводу). В 2020 году автовокзал вернулся в помещение железнодорожного вокзала, с привокзальной площади отправляются автобусы из Шадринска до Кургана, Екатеринбурга, Тюмени, Челябинска, Тобольска, Ханты-Мансийска и других городов.
Ближайший международный аэропорт находится в Кольцово (под Екатеринбургом, 233 км). Ближайший региональный аэропорт находится в Кургане (140 км). На южной окраине Шадринска находился аэродром, служивший центром подготовки штурманов Шадринским военным авиационным училищем штурманов. После его расформирования в 1960 году аэродром стал центром подготовки штурманов Челябинского военного авиационного института штурманов. На нём базировалось три эскадрильи самолётов Ту-124Ш, Ту-134Ш.

### Городской общественный транспорт
Основным общественным транспортом в городе Шадринске является автобус. Ежедневно для перевозки пассажиров на 34 маршрута выходят автобусы марок «ГАЗель», «ПАЗ» и Ford Transit, отправляющиеся из ООО «Шадравто» и ООО «Автотранс», а также от частных перевозчиков. Основные маршруты проходят по главным улицам Шадринска.
Также в городе развиты таксомоторные сети, осуществляющие перевозку пассажиров на легковых автомобилях отечественного и иностранного производства.

### Междугороднее и пригородное сообщение
Для междугороднего сообщения с городом используются автобусы, отправляющиеся с Шадринского автовокзала. Перевозки осуществляются как ООО «Шадравто» и ООО «Автотранс», так и другими частными перевозчиками. Маршруты, предназначенные для пригородного сообщения, отправляются в Шадринский район.

## Образование
По состоянию на август 2014 года в городе действуют:
- 2 высших учебных заведения;
- 5 средне-техническое и средне-специальное учебное заведение;
- 15 общеобразовательных заведения;
- 30 дошкольных образовательных учреждений;
- 4 учреждений дополнительного образования.

### Высшее образование
На текущий момент в Шадринске насчитывается два высших учебных заведения, включая филиалы и представительства иногородних вузов:
- Шадринский государственный педагогический университет.
- Представительство в Шадринске Челябинского государственного университета[66] — основан в 2005 году.

### Среднее профессиональное образование
На текущий момент в Шадринске насчитывается пять средне-профессиональных учебных заведений.
- Зауральский колледж физической культуры и здоровья
- Шадринский политехнический колледж
- Шадринский медицинский колледж
- Шадринский финансово-экономический колледж
- Шадринский техникум профессиональных технологий

### Полное среднее образование.
На текущий момент полное среднее образование представлено 14 школами:
- Лицей № 1
- Общеобразовательная школа № 2
- Общеобразовательная школа № 4
- Открытая (сменная) общеобразовательная школа № 7
- Общеобразовательная школа № 8
- Гимназия № 9
- Общеобразовательная школа № 10
- Шадринская специальная (коррекционная) школа-интернат № 11
- Общеобразовательная школа-интернат № 12
- Общеобразовательная школа № 13
- Общеобразовательная школа № 15
- Общеобразовательная школа-интернат № 16
- Общеобразовательная школа № 20
- ГБОУ «Губернаторская Шадринская кадетская школа - интернат»

## Здравоохранение
На сегодняшний день в Шадринске работает более 20 медицинских учреждений. Среди них: Шадринская больница скорой медицинской помощи, Шадринская поликлиника, Шадринская детская больница, Шадринская центральная районная больница, Шадринский областной противотуберкулёзный диспансер, Шадринский областной психоневрологический диспансер, Шадринский областной наркодиспансер, Шадринская областная станция переливания крови, Кожно-венерологический диспансер, медицинский центр «Семейный доктор», Поликлиника на ст. Шадринск (ОАО «РЖД»), Шадринская стоматологическая поликлиника, частная стоматология «Spectra» и другие.

## Культура и искусство

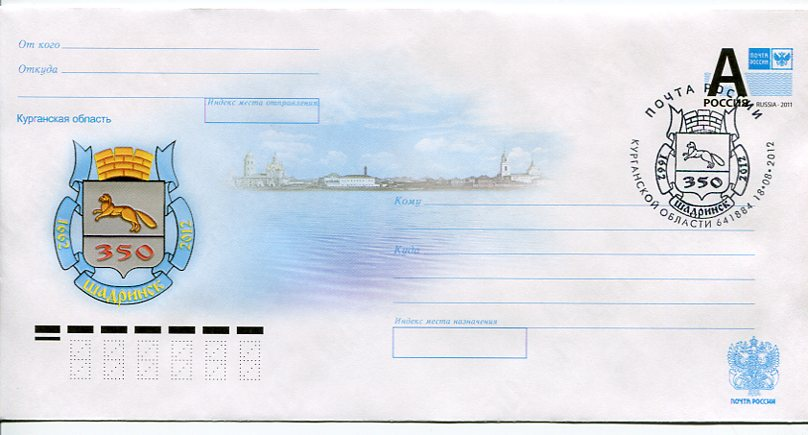
Почтовый конверт Россия

Статус исторического города присвоен Шадринску на основании Постановления Коллегии Министерства культуры РСФСР, Коллегии Госстроя РСФСР и Президиума Центрального Совета ВООПИК «Об утверждении списка исторических мест РСФСР» в 1990 году. По состоянию на начало 2015 года в Шадринске насчитывается 160 памятников истории и культуры регионального значения, в том числе, 1 федерального значения. Из них братские, единичные захоронения, кладбища, памятник скульптору Ивану Шадру — 17, малые формы (ворота) — 9, занято под общественными зданиями (православные приходы, школы, библиотеки, музей, медицинские учреждения, архив, театр, детский сад, магазины) — 87, жилые дома — 45, нет в наличии — 3.
Гордостью города является Шадринский государственный драматический театр. Стационарное здание он обрёл в 1910 году, когда был построен клуб Шадринского общества приказчиков. Театр до сих пор располагается в этом здании.
В 1970-е годы горисполкомом г. Шадринска было принято спорное постановление, согласно которому датой основания драматического театра следует считать 1896 год. С тех пор начался отсчёт сезонов не с фактического 1910 года, а с назначенного 1896 года. Так, например, сезон 2018/19 годов считается 122-м (а не 108-м) театральным сезоном.
В городе действует один из старейших музеев Урала, основанный в 1918 году — Шадринский краеведческий музей им. В. П. Бирюкова. Основу собраний составила коллекция уральского краеведа Владимира Бирюкова.
В Шадринске работают два кинотеатра, в прокате которых имеются российские и зарубежные кинофильмы — ЦДиК «Октябрь» (основанный в 1928 году) и «Киномир».
В Шадринске действует Центральная библиотека им. А. Н. Зырянова (открыта в 1876 году на базе книжно-журнальной коллекции Александра Зырянова, первоначально как земская библиотека). Из библиотек учебных заведений наиболее значима библиотека Шадринского государственного педагогического университета (действует с 1939 года; фонд — более 400 тыс. томов).
С 1991 года в городе действует Центр русской народной культуры «Лад», учрежденный Отделом культуры Администрации г. Шадринска. С этого времени сотрудники Центра ведут непрерывную работу по сбору, изучению и хранению фольклора русского населения Зауралья: воссоздают годовой календарный круг народных праздников, обрядов и обычаев; изучают и возрождают традиционные технологии художественных ремесел. Специалисты Центра «Лад» ведут активную просветительскую работу: организуют и принимают участие в научно-практических конференциях, проводят циклы ознакомительных бесед для детей дошкольного и школьного возрастов.
В Шадринске имеется развлекательный центр «Колизей», работал ночной клуб «Шадринский Андеграунд» (ныне переименован в «Music Hall»). Его посещали группы «Руки вверх», «Мумий Тролль», Мара, «Ария» и другие.
В 2012 году выпущен почтовый конверт на котором изображены геральдические символы и вид Шадринска в начале XX века.
3 октября 2017 года Шадринск признан местом рождения Царевны-лягушки и Елены Прекрасной. Это произошло благодаря краеведу и просветителю XIX века А. Н. Зырянову.

## Религия

Спасо-Преображенская часовня

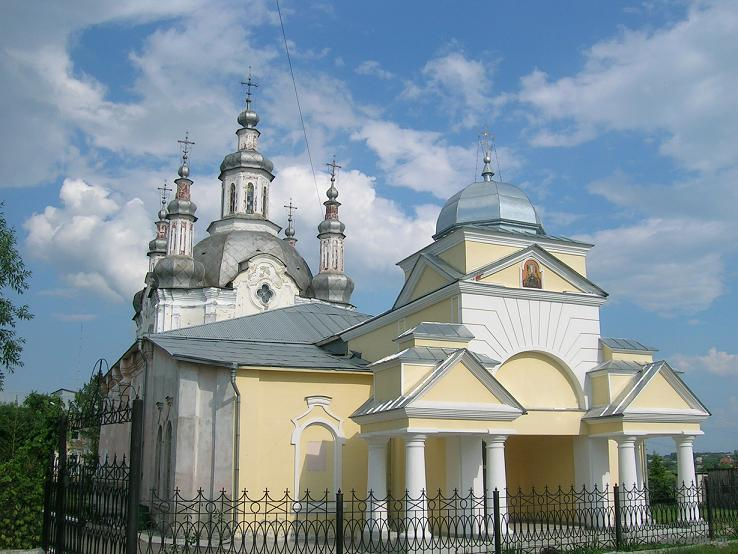
Спасо-Преображенский собор

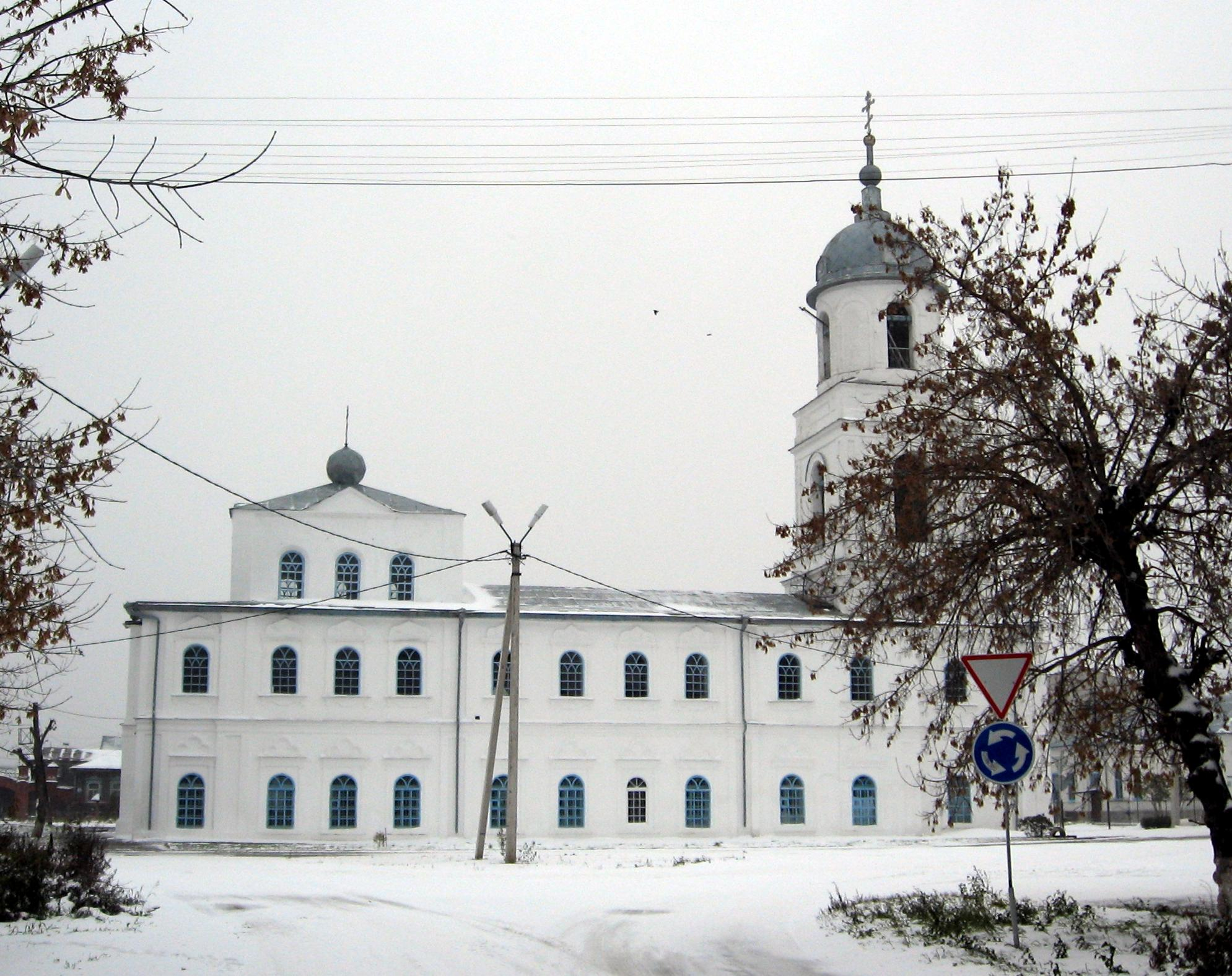
Собор Николая Чудотворца

Церковь Флора и Лавра

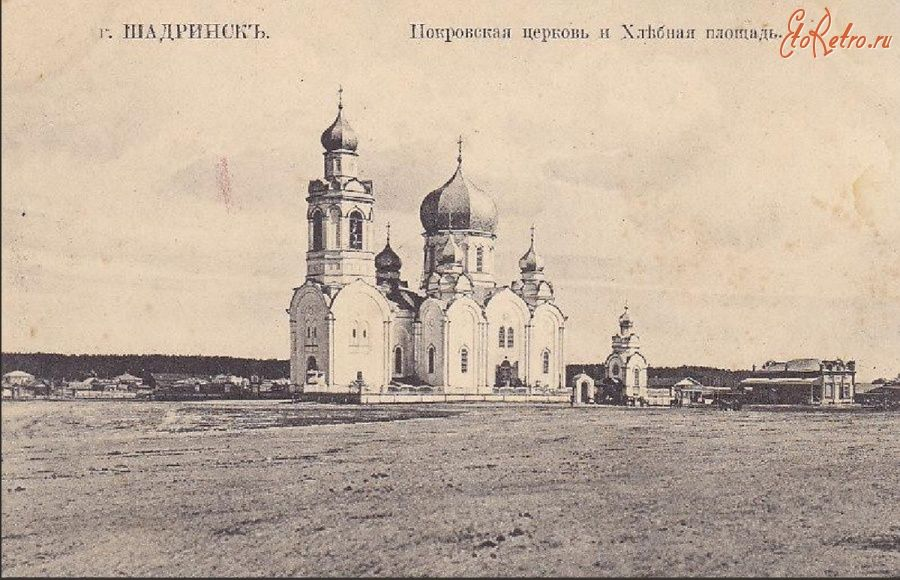
Слева — церковь Покрова Пресвятой Богородицы, справа — часовня Алексия, митрополита Московского

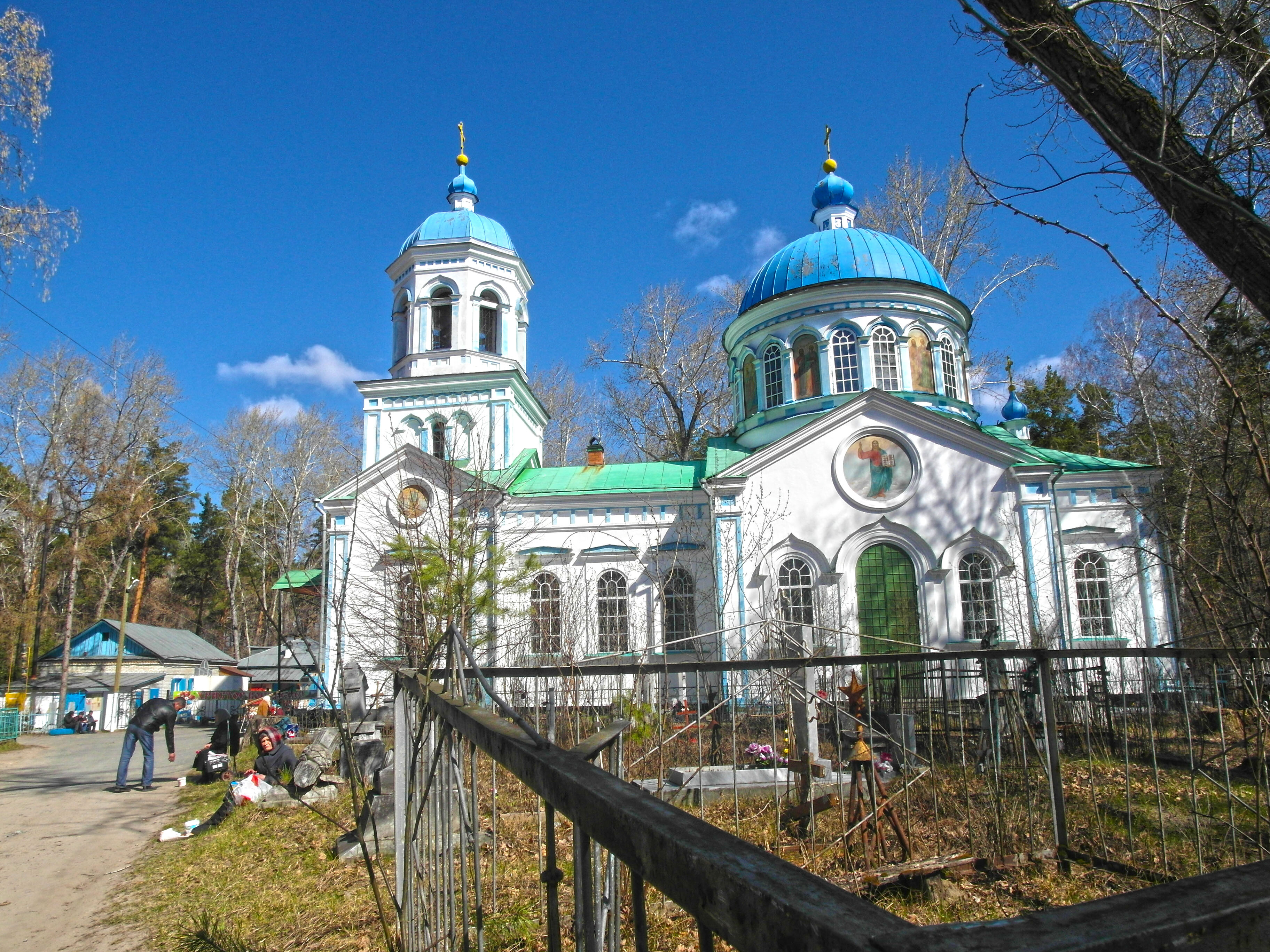
Церковь Воскресения Словущего

Князе-Владимирская церковь

Свято-Троицкая единоверческая церковь

Церковь Воздвижения Креста Господня старообрядцев австрийского согласия

### Церковь Архистратига Михаила и Спасо-Преображенская часовня
Первоначально в Шадринске была устроена деревянная церковь во имя св. Архистратига Божия Михаила. Время основания её с точностью неизвестно, можно только предполагать, что оно совпадает с основанием самого города. Расширение города и увеличение в нём населения вызвали необходимость заменить эту церковь, переименованную вместе с возведением Шадринской слободы на степень города в соборную — новой, более обширной, каменной. По освящении нового каменного собора, деревянная церковь в 1780 году была продана жителям села Полевского, а на её месте в 1836 году построена каменная часовня в честь Преображения Господня. Ныне на этом месте дом, пер. Пионерский, 6.

### Спасо-Преображенский собор
Спасо-Преображенский собор заложен в 1771 году. Главный престол собора — в честь Преображения Господня — в летнем храме, выдающемся к востоку, а в придельной его части, представляющей собою теплый храм, престол в южном приделе — в честь св. Архистратига Божия Михаила, в северном — в честь св. первоверховных апостолов Петра и Павла. В 1929 году закрыт. В 1989 году возвращён верующим, первое богослужение состоялось 21 ноября 1989 года. 28 ноября 2007 года два служителя храма сняли икону Спасителя и занесли в собор, чтобы очистить запылившееся стекло. Подняв стекло, они обнаружили на нём отобразившееся изображение. Ныне в южном приделе, пребывает стекло с чудесно отобразившимся на нём Спаса Нерукотворным образом. Храм расположен по адресу: пер. Пионерский, 4 — 56°04′37″ с. ш. 63°38′00″ в. д..

### Собор Николая Чудотворца
Собор Николая Чудотворца — кафедральный собор Шадринской епархии. Первоначально деревянная церковь была основана в 1788 году; в 1792 году была разобрана и перенесена за город на кладбище, где снова устроена и освящена во имя св. мучеников Флора и Лавра, а на месте её в 1793 году заложена была новая каменная двухэтажная. В 1796 году нижний храм был закончен и освящён в честь Св. Николая, архиепископа Мирликийского Чудотворца, а верхний — в 1802 году, когда он и освящён в честь Рождества Пресвятой Богородицы. В 1845 году были заложены как с южной, так и с северной стороны каменные двухэтажные приделы: на южной стороне нижний храм освящён в честь Рождества Св. Иоанна Крестителя, верхний в честь Тихвинской иконы Божией Матери, а на северной — нижний в честь Св. Пророка Божия Илии. 3 октября 1932 года закрыта, в здании располагалось общежитие агропедтехникума, затем — мастерские зерносовхоза, в годы Великой Отечественной войны — Московское политическое училище, школа младшего комсостава, после войны — автомеханический техникум. 8 июля 1991 года возвращён верующим, первое богослужение состоялось 19 декабря 1991 года. Храм расположен по адресу: ул. Пионерская, д. 42 — 56°04′40″ с. ш. 63°38′15″ в. д..

### Церковь Флора и Лавра
Церковь Флора и Лавра была построена в 1802 году на городском кладбище, вблизи Староконной площади, ныне район ул. Гагарина. На устройство ея был употреблен материал Николаевской деревянной церкви, разобранной в 1792 году и перенесённой на кладбище. В 1820 году из-за ветхости была закрыта. В 1827 году была построена вновь из дерева, в 1855 году сгорела. На месте сгоревшей церкви 29 мая (10 июня)  1860 года была заложена каменная, освящена 22 мая (3 июня)  1866 года. Позднее, к одноэтажному зданию с каменной колокольней и оградой, были заложены придельные храмы: 30 сентября (12 октября)  1873 года на южной стороне в честь Казанской иконы Божьей Матери и 20 апреля (2 мая)  1874 года на северной — во имя Святых Равноапостольных Константина и Елены. 3 октября 1932 года закрыта, здание было передано зерносовхозу под механические мастерские. 22 сентября 1936 года передано заводу им. 2-й пятилетки и разобрано на кирпич.

### Церковь Покрова Пресвятой Богородицы
Церковь Покрова Пресвятой Богородицы заложена 27 апреля (9 мая)  1867 года на Торговой площади, ныне район стадиона, главным строителем был шадринский мещанин Василий Алексеевич Волчихин. Главный престол освящён в 1897 году в честь Покрова Пресвятой Богородицы, южный, сооруженный иждивением шадринскаго мещанина Адриана Ивановича Ефимова, заложен был в честь св. Афанасия Александрийского, но по желанию прихожан освящён в 1900 году в честь Вознесения Господня, и северный, сооруженный иждивением шадринскаго мещанина Василия Ивановича Ефимова, заложен в честь св. великомученика Георгия. Посредине её был купол в русско-византийском стиле, окружённый по углам четырьмя башенками, а над папертью устроена в этом же стиле трёхъярусная колокольня. 30 декабря 1927 года закрыта, в 1937 году разобрана на кирпич.

### Церковь Воскресения Словущего
Церковь Воскресения Словущего — каменная, заложена в 1872 году возле кладбища. Освящена в 1880 году. Одноглавый большой купол заканчивается полусферическою крышей и двухъярусной колокольней. 3 октября 1932 года закрыта, в здании церкви располагался архив В. П. Бирюкова. Вновь открыта 11 мая 1946 года. Храм расположен по адресу: ул. Комсомольская, 51 — 56°05′37″ с. ш. 63°37′37″ в. д..

### Князе-Владимирская церковь
Церковь Св. Равноапостольнаго князя Владимира заложена в 1891 году в северо-восточной части города на Сенной площади (ныне перекресток улиц Степана Разина и Ленина) и освящена 11 (23) ноября 1893 года. Изначально представляла собой каменную часовню, в 1899 году преобразована в церковь. 3 октября 1932 года закрыта, в здании располагалось общежитие студентов профтехникума. Разобрана в 1946—1947 годах.
28 июля 2018 года заложена новая деревянная церковь на углу улиц Братской и Развина. Открыта в мае 2021 года — 56°07′09″ с. ш. 63°40′37″ в. д..

### Церковь иконы Божией Матери «Всех скорбящих Радость»
Церковь иконы Божией Матери «Всех скорбящих Радость» освящена 4 (17) февраля 1904 года, располагалась при тюрьме, которая находилась немного восточнее Спасо-Преображенского собора. Не сохранилась.
16 августа 2014 года открыта новая церковь. Прямоугольная кирпичная постройка с трёхуровневым завершением, круглым барабаном и куполом находится на территории психоневрологического интерната «Зелёный бор» — 56°05′57″ с. ш. 63°35′16″ в. д..

### Церковь Николая Чудотворца
Церковь Николая Чудотворца заложена 15 мая 2001 года. Кирпичный куб под четырёхскатной крышей с западным притвором и полукруглой апсидой находится на территории Геронтологического центра, Мальцевский тракт, 18 — 56°07′20″ с. ш. 63°38′05″ в. д..

### Часовня Алексия, митрополита Московского
Часовня Алексия, митрополита Московского построена в конце XIX века, находилась в районе улиц Октябрьской и Комсомольской. Не сохранилась.

### Свято-Троицкая единоверческая церковь
Церковь Троицы Живоначальной устроена на средства шадринского купца Зотика Черепанова и освящена 18 (30) декабря 1839 года, хотя единоверческий приход в г. Шадринске был открыт в 1832 году. 17 декабря 1933 года закрыта и разобрана на кирпич, была в районе ул. Октябрьская, 92.

### Крестовоздвиженская церковь старообрядцев австрийского согласия
В конце XIX в. было устроено большое молитвенное здание для прихожан шадринской общины старообрядцев австрийского согласия (на углу ул. Набережной и Красного переулка, в усадьбе А. Г. Ушкова). После выхода в 1883 году «правил, дозволяющих раскольникам иметь свои молитвенные дома, превратно понимая эти правила, „австрийцы“ Шадринска начали строить себе церковь и уже успели вывести стены до сводов, но были от дальнейшего продолжения работ удержаны гражданскими властями. В устроенном ими здании до 1899 года располагалась Николаевская церковно-приходская школа». Моления же по-прежнему совершались в старом храме. В 1904 году старообрядцы получили разрешение реконструировать и занять новое помещение. В ноябре 1904 года Крестовоздвиженская церковь была освящена, а в сентябре 1915 года над ней были надстроены купола и подняты кресты. В 1930-е годы прекратила существование, была на углу улиц Михайловской и 4-го Уральского полка.

### Мечеть
До Революции в Шадринске была мечеть, сохранились метрические книги.
19 мая 2014 года была заложена и 23 декабря 2016 года открыта Соборная мечеть, расположена по адресу: ул. Автомобилистов, 50 — 56°06′17″ с. ш. 63°39′16″ в. д..

## СМИ
Телевидение в городе и районе транслируется с 1963 года. Трансляция происходила через 2 телевышки, в северной части города, по улице Карла Либкнехта (мачта 114 м, демонтирована в январе-марте 2022 года) и РТПС в северной части города, улица Автомобилистов, 1"б" (мачта 245,9 м). До развала Союза в городе транслировалось 4 союзных канала и один областной. С 1990 года появился городской канал. В настоящее время принимаются основные федеральные каналы (20 каналов).
Радио
Радио появилось в Шадринске в 1920—1930 годах. С 31 декабря 2004 года по 2011 год работала Шадринская информационно-музыкальная радиостанция.
Газеты
Газета «Шадринский рабочий» была создана в 1943 году, в 1988 году была переименована в «Шадринскую новь», а в 1990 году — в «Исеть». В 2021 году выпуск газеты прекратился.
- «Ваша выгода» выходит с 1999 года в настоящее время выходит по вторникам и пятницам.
- «Автоагрегат» — газета Шадринского автоагрегатного завода (ОАО «ШААЗ»). Выходит еженедельно с 1943 года.
- «Дела и люди» — газета, выпускаемая ежемесячно шадринским предприятием «Технокерамика» с 2008 года.
- «Деловой Шадринск» — еженедельный информационный бюллетень. Выходит с 1999 года.
- «Стиль жизни» — газета, выпускаемая шадринским городским потребительским обществом «Урал» с 2002 года.

Продолжающиеся издания
С 1994 года в городе издаётся краеведческий альманах «Шадринская старина» (http://nlr.ru/kraeved_periodika/edition/123). К середине 2024 года свет увидел в общей сложности 31 выпуск, где было опубликовано свыше 600 статей более 200 авторов по истории Шадринска.

## Спорт
Город принимал Чемпионат России по спидвею на льду (1995, 2001, 2010, 2016 годах), Чемпионат России по спидвею на льду среди юниоров (2000, 2003, 2007, 2009, 2011 годах), Первенство России среди юниоров и юниорок по тяжёлой атлетике (2011 году), Чемпионат мира по мотогонкам на льду в 2020 и 2021 году.
В 2008 году уроженка Шадринска тяжелоатлетка Алла Важенина завоевала золото на Олимпийских Играх в Пекине в весовой категории до 75 килограммов.
В Шадринской областной детско-юношеской спортивно-адаптивной школе начинала спортивную карьеру лыжница Елена Ремизова, трёхкратная паралимпийская чемпионка, многократная чемпионка мира.
В городе имеются футбольные клубы «Торпедо», «Торпедо-ГОНГ» и «Политех»; хоккейные клубы «Торпедо», «Шадр» и «Полиграфмаш»; пляжный футбольный клуб «Технокерамика»; спидвейный клуб «Торпедо-ШААЗ».
Спортивные объекты города: стадионы «Торпедо» и «Политех»; бассейн «Олимп»; спортивные комплексы «Юниор», «Олимп», «Юность», детский спортивный клуб «им. Поддубного», «Ермак», ДЮСШ, «ДЮСШ-Гонг» и легкоатлетический манеж; Областной детско-юношеский центр адаптивной физической культуры и спорта. В Шадринском государственном педагогическом университете более двадцати лет функционирует факультет физической культуры и спорта.
С 1980 года в городе ежегодно осенью проводится Шадринский марафон. В конце сентября 2019 года прошёл 40-й Шадринский марафон.

## В культуре
- Дмитрий Мамин-Сибиряк, Хлеб (1895 г.). Шадринск выступил прообразом города Заполья в пореформенный период 1860-х годов.

## Известные жители
Фёдор Андре́евич Бро́нников (17 [29] сентября 1827, Шадринск, Пермская губерния — 1 [14] сентября 1902, Антиколи-Коррадо, Лацио) — русский живописец, профессор исторической живописи. свидетельствует его завещание о передаче Шадринску свыше 300 картин, эскизов, рисунков и 40 тысяч рублей для основания здесь художественной школы. Желание живописца было выполнено только в советское время. Сейчас в городе открыто такое учебное заведение. А завещанные работы стали основой художественного отдела краеведческого музея.
- Герои Советского Союза, уроженцы города: В. А. Бурков (род. 1957), Е. И. Шавкунов (1913—1944); уроженцы деревень, вошедших в черту города: А. И. Заговеньев (1918—1997).
- Герои Социалистического Труда, уроженцы города: В. Г. Кожевин (1907—1990), Л. Я. Мехонцев (1913—1980).
- Заслуженные врачи РСФСР, кандидаты медицинских наук: Г. Т. Колмогоров (1898—1960).
- Игорь Джабраилов - комик.

Птицин Алексей Ильич (1957-2017) — известный Советский и Российский селекционер, скотник.

## Побратимы
Города-побратимы — это города, с которыми заключены соглашения о побратимских отношениях.
|                                   |            |                           |                   |               | Города-побратимы \| Название \| Страна \| Регион \| Дата \| Примечание \| \| --------------------------------- \| ---------- \| ------------------------- \| ----------------- \| ---------- \| \| Учалинский район \| Россия \| Башкортостан \| 7 июня 2013 года \| [76][77] \| \| Феодосия \| Россия \| Республика Крым \| 20 июня 2014 года \| [78][79] \| \| Абомей-Калави (фр. Abomey-Calavi) \| Бенин \| Атлантический департамент \| 10 мая 2017 года \| [80][81] \| \| Кызыл-Кия \| Кыргызстан \| Баткенская область \| 9 июня 2022 года \| [82][83] \| |
| Название                          | Страна     | Регион                    | Дата              | Примечание    | |
| Учалинский район                  | Россия     | Башкортостан              | 7 июня 2013 года  | [ 76 ] [ 77 ] | |
| Феодосия                          | Россия     | Республика Крым           | 20 июня 2014 года | [ 78 ] [ 79 ] | |
| Абомей-Калави (фр. Abomey-Calavi) | Бенин      | Атлантический департамент | 10 мая 2017 года  | [ 80 ] [ 81 ] | |
| Кызыл-Кия                         | Кыргызстан | Баткенская область        | 9 июня 2022 года  | [ 82 ] [ 83 ] | |